# Espagne au Concours Eurovision de la chanson 2024
L'Espagne est l'un des trente-sept pays participants au Concours Eurovision de la chanson 2024 qui se déroule à Malmö en Suède. Le pays est représenté par le duo Nebulossa avec la chanson Zorra.

## Sélection
Le diffuseur espagnol RTVE annonce sa participation à l'Eurovision 2024 le 11 mai 2023, soit pendant l'Eurovision 2023. Il est annoncé par la même occasion la reconduction du Benidorm Fest, méthode de sélection utilisée les deux années précédentes.

### Format
Lors de cette édition du Benidorm Fest, seize chansons participent. Elles sont réparties en deux demi-finales de huit chansons chacune, pour huit places en finale soit quatre par demi-finale. Les résultats de chaque demi-finale sont déterminés à 50 % par un jury, à 25 % par un panel démoscopique et à 25 % par les votes du public espagnol, à l'instar des deux éditions précédentes
Le jury est composé de huit membres, dont quatre hispanophones et quatre internationaux, :
- Beatriz Luengo, chanteuse espagnole et porte-parole du jury ;
- Guille Milkyway, chanteur espagnol et leader du groupe La Casa Azul ;
- Carlos Baute, chanteur vénézuélien ;
- Ángela Carrasco, chanteuse dominicaine ;
- Lee Smithurst, chef de la délégation britannique à l'Eurovision et directeur artistique du Concours Eurovision de la chanson 2023 ;
- David Tserunyan, chef de la délégation arménienne à l'Eurovision ;
- Marta Piekarska, chef de la délégation polonaise à l'Eurovision[N 1] ;
- Nicoline Refsing, directrice artistique du Concours Eurovision de la chanson 2014.

Les trois shows sont diffusés en direct du Palau Municipal d'Esports L'Illa de Benidorm, et sont présentés par Ruth Lorenzo, Marc Calderó et Ana Prada.

### Participants
L'appel à candidatures ouvre le 16 mai et ferme le 10 octobre 2023. La RTVE organise également un camp d'écriture de chansons, auquel étaient conviés des auteurs et compositeurs espagnols comme internationaux. Un total de 825 candidatures sont reçues par le diffuseur pendant cette période. La liste des participants est révélée le 11 novembre 2023,. Les chansons, initialement prévues pour être révélées le 14 décembre, font l'objet d'une fuite une semaine plus tôt, à la suite de quoi la RTVE envisage des poursuites judiciaires,. Les chansons sont finalement bel et bien publiées le 14 décembre 2023 lors d'un événement diffusé depuis les studios RTVE du Prado del Rey.
| Artiste        | Titre                             | Langue                     | Paroles & musique |
| -------------- | --------------------------------- | -------------------------- | --- |
| Almácor        | Brillos platino                   | Espagnol                   | Alejandro Capdevilla Pérez, Arturo Almarcha Corella                                                                  |
| Angy Fernández | Sé quién soy                      | Espagnol                   | Ángela María Fernández González, Dino Medanhodzic, Henrik Lundberg, Thomas Gustafsson                                |
| Dellacruz      | Beso en la mañana                 | Espagnol                   | Carlos Almazán Fuentes, Jorge de la Cruz Correa                                                                      |
| Jorge González | Caliente                          | Espagnol                   | Adrián Ghiardo, David Parejo Martín, Jorge González González, Manuel Brea Calvo                                      |
| Lérica         | Astronauta                        | Espagnol                   | Antonio Mateo Chamorro, David Cuello, Eduardo Ruiz Sánchez, José Alfonso Cano Carrilero, Juan Carlos Arauzo Olivares |
| Mantra         | Me vas a ver                      | Espagnol                   | Carlos Marco, Carlos Hugo Weinberg, Jonathan Burt, Natalia Neva, Paula Pérez Rubio                                   |
| María Peláe    | Remitente                         | Espagnol                   | Alba Reig Gilabert, María Pelaez Sánchez                                                                             |
| Marlena        | Amor de verano                    | Espagnol                   | Ana Legazpi González, Carolina Moyano García, Joan Valls Paniza, Rubén Pérez Pérez                                   |
| Miss Caffeina  | Bla bla bla                       | Espagnol                   | Alberto Jiménez Rodríguez, Antonio Poza Fernández, Sergio Sastre Sanz                                                |
| Nebulossa      | Zorra                             | Espagnol                   | María Bas, Mark Dasousa                                                                                              |
| Noan           | Te echo de -                      | Espagnol                   | Íñigo Samaniego, Juan Ewan, Pepe Bernabé                                                                             |
| Quique Niza    | Prisionero                        | Espagnol                   | Kenji Domínguez Kato, José Ricardo Cortes Salcedo, Juan José Martín Martín, Óscar Cadena, Quique González            |
| Roger Padrós   | El temps                          | Catalan                    | Joel Condal Llorens, Roger Padrós de la Torre                                                                        |
| Sofia Coll     | Here to Stay                      | Espagnol, anglais, catalan | Juan Manuel Pinzas Sueiro, Mauro Canut Guillén, Ignacio Canut Guillén, Sofia Coll i Benito                           |
| St. Pedro      | Dos extraños (cuarteto de cuerda) | Espagnol                   | Ioné de la Cruz, Nelson Hernández, Pedro Hernández Herrera                                                           |
| Yoly Saa       | No se me olvida                   | Espagnol                   | Emilio Maestre Rico, Yolanda Saa Filgueira                                                                           |

### Émissions

#### Demi-finale 1
La première demi-finale est diffusée le 30 janvier 2024.
- Qualifiés pour la finale

| Ordre | Interprète     | Titre        | Score      | Score       | Score          | Score | Place |
| Ordre | Interprète     | Titre        | Jury (50%) | Panel (25%) | Télévote (25%) | Total | Place |
| ----- | -------------- | ------------ | ---------- | ----------- | -------------- | ----- | ----- |
| 1     | Lérica         | Astronauta   | 40         | 22          | 20             | 82    | 7     |
| 2     | Noan           | Te echo de - | 46         | 28          | 22             | 96    | 6     |
| 3     | Sofia Coll     | Here to Stay | 58         | 30          | 28             | 116   | 3     |
| 4     | Mantra         | Me vas a ver | 33         | 25          | 40             | 98    | 5     |
| 5     | Miss Caffeina  | Bla bla bla  | 64         | 16          | 25             | 105   | 4     |
| 6     | Quique Niza    | Prisionero   | 45         | 20          | 16             | 81    | 8     |
| 7     | Angy Fernández | Sé quién soy | 62         | 40          | 35             | 137   | 2     |
| 8     | Nebulossa      | Zorra        | 84         | 35          | 30             | 149   | 1     |

#### Demi-finale 2
La seconde demi-finale est diffusée le 1er février 2024.
- Qualifiés pour la finale

| Ordre | Interprète     | Titre                             | Score      | Score       | Score          | Score | Place |
| Ordre | Interprète     | Titre                             | Jury (50%) | Panel (25%) | Télévote (25%) | Total | Place |
| ----- | -------------- | --------------------------------- | ---------- | ----------- | -------------- | ----- | ----- |
| 1     | María Peláe    | Remitente                         | 71         | 30          | 30             | 131   | 2     |
| 2     | Dellacruz      | Beso en la mañana                 | 22         | 16          | 16             | 54    | 8     |
| 3     | Marlena        | Amor de verano                    | 48         | 28          | 20             | 96    | 6     |
| 4     | St. Pedro      | Dos extraños (cuarteto de cuerda) | 94         | 35          | 35             | 164   | 1     |
| 5     | Jorge González | Caliente                          | 42         | 40          | 40             | 122   | 3     |
| 6     | Yoly Saa       | No se me olvida                   | 35         | 22          | 22             | 79    | 7     |
| 7     | Roger Padrós   | El temps                          | 55         | 20          | 28             | 103   | 5     |
| 8     | Almácor        | Brillos platino                   | 65         | 25          | 25             | 115   | 4     |

#### Finale
La finale est diffusée le samedi 3 février 2024.
- Première place
- Deuxième place
- Troisième place
- Dernière place

| Ordre | Artiste        | Titre                             | Jury (50%) | Panel démoscopique (25%) | Panel démoscopique (25%) | Télévote (25%) | Télévote (25%) | Total | Place |
| Ordre | Artiste        | Titre                             | Jury (50%) | Voix                     | Points                   | Voix           | Points         | Total | Place |
| ----- | -------------- | --------------------------------- | ---------- | ------------------------ | ------------------------ | -------------- | -------------- | ----- | ----- |
| 1     | María Peláe    | Remitente                         | 41         | 2 272                    | 25                       | 1 627          | 20             | 86    | 6     |
| 2     | St. Pedro      | Dos extraños (cuarteto de cuerda) | 86         | 2 291                    | 28                       | 3 769          | 25             | 139   | 2     |
| 3     | Angy Fernández | Sé quién soy                      | 63         | 2 833                    | 35                       | 3 888          | 30             | 128   | 3     |
| 4     | Jorge González | Caliente                          | 49         | 2 855                    | 40                       | 4 482          | 35             | 124   | 4     |
| 5     | Nebulossa      | Zorra                             | 86         | 2 463                    | 30                       | 4 484          | 40             | 156   | 1     |
| 6     | Sofia Coll     | Here to Stay                      | 29         | 2 134                    | 22                       | 2 815          | 22             | 73    | 7     |
| 7     | Miss Caffeina  | Bla bla bla                       | 27         | 1 994                    | 16                       | 1 096          | 16             | 59    | 8     |
| 8     | Almácor        | Brillos platinos                  | 51         | 2 058                    | 20                       | 3 779          | 28             | 99    | 5     |

Le festival s'achève donc sur la victoire du duo Nebulossa, qui devient par conséquent le représentant de l'Espagne au Concours Eurovision de la chanson 2024 avec sa chanson Zorra.

## À l'Eurovision
Du fait de son statut de membre du Big Five, l'Espagne est automatiquement qualifiée pour la finale du 11 mai 2024.

### Points attribués par l'Espagne

#### Deuxième demi-finale
| 12 points | Israël      |
| 10 points | Saint-Marin |
| 8 points  | Pays-Bas    |
| 7 points  | Arménie     |
| 6 points  | Lettonie    |
| 5 points  | Grèce       |
| 4 points  | Suisse      |
| 3 points  | Autriche    |
| 2 points  | Tchéquie    |
| 1 point   | Géorgie     |

#### Finale[19]
| 12 points | Suisse      |
| 10 points | Irlande     |
| 8 points  | Suède       |
| 7 points  | France      |
| 6 points  | Autriche    |
| 5 points  | Allemagne   |
| 4 points  | Lettonie    |
| 3 points  | Portugal    |
| 2 points  | Royaume-Uni |
| 1 point   | Italie      |

| 12 points | Israël   |
| 10 points | Ukraine  |
| 8 points  | Croatie  |
| 7 points  | Irlande  |
| 6 points  | Suisse   |
| 5 points  | France   |
| 4 points  | Italie   |
| 3 points  | Arménie  |
| 2 points  | Grèce    |
| 1 point   | Lituanie |

### Points attribués à l'Espagne[19]
| 12 points    | 10 points | 8 points | 7 points | 6 points    | 5 points | 4 points          | 3 points          | 2 points       | 1 point         |
| ------------ | --------- | -------- | -------- | ----------- | -------- | ----------------- | ----------------- | -------------- | --------------- |
| Vote du jury |           |          |          |             |          |                   |                   |                |                 |
|              |           |          | Italie   | Saint-Marin |          | Autriche Tchéquie |                   |                | Finlande Suisse |
| Télévote     |           |          |          |             |          |                   |                   |                |                 |
|              |           |          |          |             |          |                   | Finlande Portugal | France Irlande | Italie          |